# Syrische Woestijn

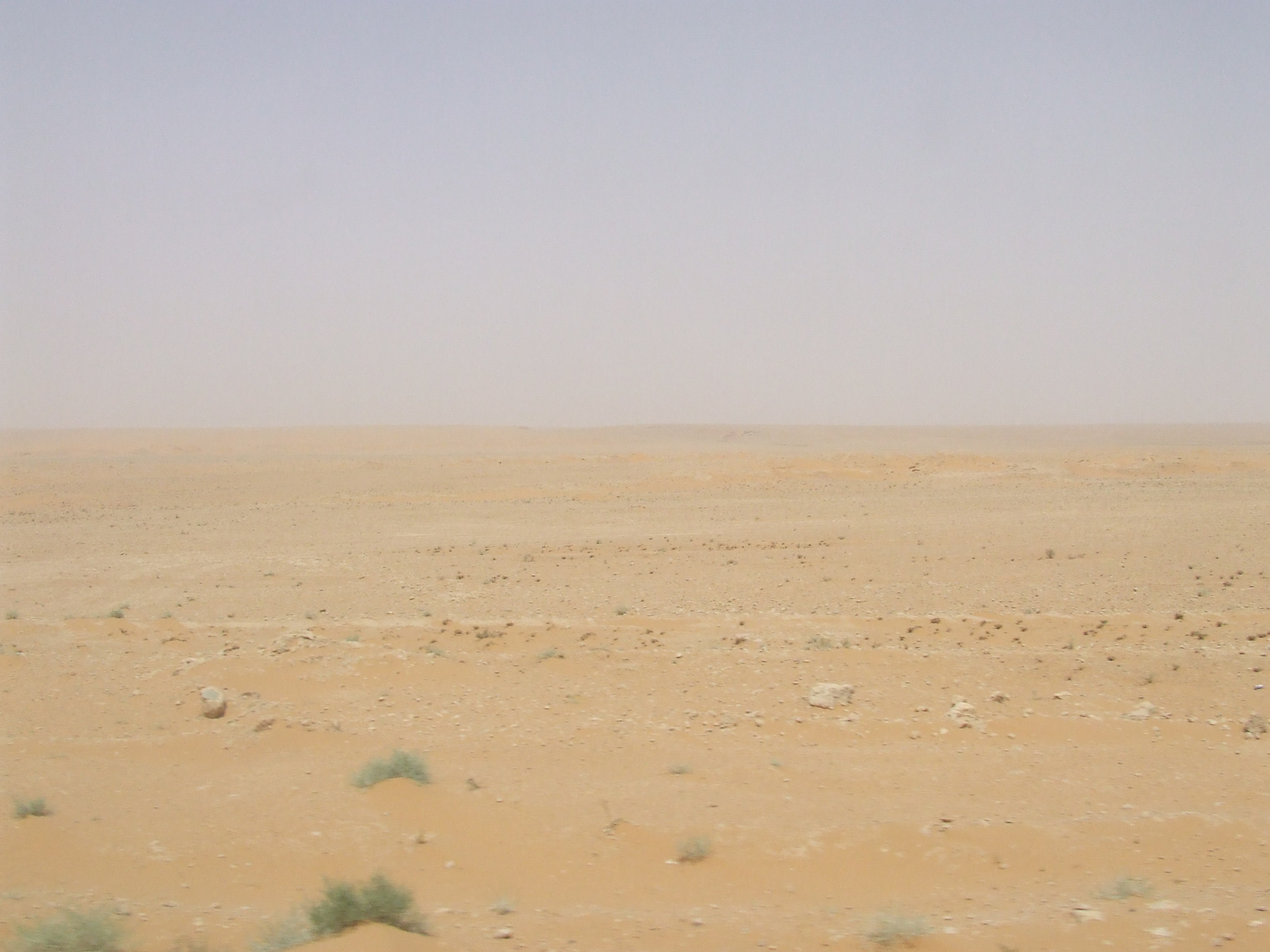
De Syrische Woestijn in het oosten van Syrië

De Syrische Woestijn strekt zich uit over het noordelijk Arabisch Schiereiland, over delen van de landen Saoedi-Arabië, Jordanië, Syrië en Irak. De woestijn bestaat uit een combinatie van zand, steppe en rotsachtige gebieden en gaat in het zuiden over in de Grote Arabische Woestijn.
Het is de op acht na grootste woestijn ter wereld. 
's Zomers kan het meer dan 50 graden Celsius worden en in de winter kan het er vriezen. Er is weinig vegetatie. Het is het leefgebied van de goudhamster.